# Lille Volstrup
Lille Volstrup (dansk) eller Kleinwolstrup (tysk) er en landsby beliggende lidt syd for Flensborg i Angel i Sydslesvig. Administrativt hører landsbyen under Freienwill Kommune i Slesvig-Flensborg kreds i den nordtyske delstat Slesvig-Holsten. Lille Volstrup var en selvstændig kommune indtil marts 1974, hvor Lille Volstrup og sognebyen Lille Solt blev slået sammen til den nye kommune Freienwill. Kommunenes navn er hentet fra en forhenværende kro (Freienwill Kro) uden for Lille Solt. Navnet betyder Fri vilje, det må sigte til ejerens frie dispositionsret over kroen. I den danske periode hørte Lille Volstrup under Lille Solt Sogn (Ugle Herred, Flensborg Amt). Nabobyen Munkvolstrup hører derimod under Oversø Sogn og Kommune.
Stednavnet Lille Volstrup er første gang dokumenteret 1352. Navnet henføres til gammeldansk val for vælsk (dvs. fremmed eller keltisk). Landsbyen rådede i 1900-tallet 11 gårde og 15 kåd, deriblandt kroen Hvilbjerg, og 4 parceller, deriblandt kroen Freienwill/Frivilje.
Landsbyen ligger i et typisk østjysk bakket morænelandskab med landbrug og spredte skov- og hedeområder. Nord for byen ligger Høgebjerget, Hvilbjerget, Volstrup Skov (Wolstruper Holz) samt gården Hjortholm (Hirschholm).